# 200 km/h in the Wrong Lane
200 km/h in the Wrong Lane är debutalbumet av den ryska popduon Tatu Släppt den 10 december 2002.
Albumet innehåller hitsen "All the Things She Said" och "Not Gonna Get Us". Finns i två versioner, en rysk och en engelsk, som bortsett från språket inte skiljer sig alltför mycket (vad gäller till exempel låtval).

## Låtförteckning
1. "Not Gonna Get Us" (4:22)
2. "All the Things She Said" (3:34)
3. "Show Me Love" (4:15)
4. "30 Minutes" (3:17)
5. "How Soon Is Now?" (3:14)
6. "Clowns (Can You See Me Now?)" (3:12)
7. "Malchik Gej" (3:08)
8. "Stars" (4:07)
9. "Ya Soshla S Uma" (3:33)
10. "Nas De Dagonyat" (4:21)
11. "Show Me Love" (Extended Version) (5:08)